# Eiskunstlauf-Europameisterschaften 1949
Die 41. Eiskunstlauf-Europameisterschaften fanden vom 28. bis 30. Januar 1949 in Mailand statt. Eva Pawlik, die schon 1948 die beste europäische Läuferin gewesen war, gewann ihren EM-Titel erst 1949, weil 1948 noch Läuferinnen aus Nordamerika teilnehmen und gewinnen durften.

## Ergebnisse

### Herren
| Platz | Sportler      | Land             |
| ----- | ------------- | ---------------- |
| 1     | Edi Rada      | Österreich       |
| 2     | Ede Király    | Ungarn           |
| 3     | Helmut Seibt  | Österreich       |
| 4     | Carlo Fassi   | Italien          |
| 5     | Vladislav Čáp | Tschechoslowakei |
| 6     | Zdeněk Fikar  | Tschechoslowakei |

### Damen
| Platz | Sportlerin            | Land                   |
| ----- | --------------------- | ---------------------- |
| 1     | Eva Pawlik            | Österreich             |
| 2     | Alena Vrzáňová        | Tschechoslowakei       |
| 3     | Jeannette Altwegg     | Vereinigtes Königreich |
| 4     | Jiřina Nekolová       | Tschechoslowakei       |
| 5     | Dagmar Lerchová       | Tschechoslowakei       |
| 6     | Bridget Shirley Adams | Vereinigtes Königreich |
| 7     | Jacqueline du Bief    | Frankreich             |
| 8     | Barbara Wyatt         | Vereinigtes Königreich |
| 9     | Valda Osborn          | Vereinigtes Königreich |
| 10    | Andrea Kékesy         | Ungarn                 |
| 11    | Lilly Fuchs           | Österreich             |
| 12    | Beryl Bailey          | Vereinigtes Königreich |
| 13    | Joan Lister           | Vereinigtes Königreich |
| 14    | Susi Giebisch         | Österreich             |
| 15    | Helga Haid            | Österreich             |
| 16    | Grazia Barcellona     | Italien                |

### Paare
| Platz | Sportler                             | Land                   |
| ----- | ------------------------------------ | ---------------------- |
| 1     | Andrea Kékesy / Ede Király           | Ungarn                 |
| 2     | Marianna Nagy / László Nagy          | Ungarn                 |
| 3     | Herta Ratzenhofer / Emil Ratzenhofer | Österreich             |
| 4     | Běla Zachová / Jaroslav Zach         | Tschechoslowakei       |
| 5     | Suzanne Gheldolf / Jacques Renard    | Belgien                |
| 6     | Jennifer Nicks / John Nicks          | Vereinigtes Königreich |
| 7     | Margot Walle / Allan Fjeldheim       | Norwegen               |
| 8     | Elli Staerck / Harry Gareis          | Österreich             |
| 9     | Grazia Barcellona / Carlo Fassi      | Italien                |
| 10    | Eliane Steinemann / André Calame     | Schweiz                |
| 11    | Pamela Davis / Peter Scholes         | Vereinigtes Königreich |
| 12    | Silva Palme / Marco Lajović          | Jugoslawien            |